# Mimetus melanoleucus
Mimetus melanoleucus är en spindelart som beskrevs av Cândido Firmino de Mello-Leitão 1929. 
Mimetus melanoleucus ingår i släktet Mimetus och familjen kaparspindlar. Inga underarter finns listade i Catalogue of Life.